# エヴァン・タナー
エヴァン・タナー（Evan Tanner、1971年2月11日 - 2008年9月8日）は、アメリカ合衆国の男性元総合格闘家。テキサス州アマリロ出身。シュートボクセ・アカデミーUSA所属。元UFC世界ミドル級王者。
総合格闘技に於いてのグラウンドポジションでの肘攻撃の有用性を示した先駆者とされている。また、ビデオを見ただけでムエタイやブラジリアン柔術のテクニックを習得したという天性の格闘技センスを持っていた。

## 来歴
高校時代に2年時からレスリングを始めたのにもかかわらずグレコローマンレスリングのテキサス州王者に2度なった。
1997年4月2日、掌底・ロープエスケープ有りのUSWFのヘビー級トーナメントで総合格闘技デビューを果たした。10月18日にはヒース・ヒーリングを破ってUSWF世界ヘビー級王座を獲得。以降2000年にかけて7度の防衛を果たした。
1998年7月、パンクラスのネオブラッド・トーナメントで初来日。美濃輪育久、窪田幸生、ジャスティン・マッコーリーを破り、外国人として初めての優勝を果たした。
2000年6月、USWFの代表に就任した。
2001年2月23日、UFC 30のUFC世界ミドル級（現ライトヘビー級）タイトルマッチで王者ティト・オーティズに挑戦し、開始早々にスラムで失神KO負けを喫し王座獲得に失敗した。
この後ライトヘビー級で4連勝するが2003年4月25日のUFC 42でリッチ・フランクリンに敗れたことで階級をミドル級に下げることを決める。
2003年11月21日、UFC 45でフィル・バローニと対戦。1R4分過ぎ、タナーのパウンドでバローニがギブアップと言ったと聞こえレフェリーは試合を止めた。しかしバローニはレフェリーの勘違いだと抗議し、UFC 48で再戦の運びとなった。2戦目はタナーがボクシングで主導権を握り、判定勝利を収めた。
2004年10月22日、UFC 50でロビー・ローラーと対戦し、三角絞めで一本勝ち。
2005年2月5日、UFC 51のUFC世界ミドル級王座決定戦でデビッド・テレルと対戦し、パウンドでTKO勝ちを収め王座獲得に成功した。
2005年6月4日、初防衛戦となったUFC 53でリッチ・フランクリンと再戦し、ドクターストップでTKO負けを喫し王座陥落した。10月3日のUltimate Fight Night 2でもデビッド・ロワゾーに敗れ、生涯初の連敗を喫した。
2006年4月15日、UFC 59でジャスティン・レヴェンスと対戦し、三角絞めで一本勝ち。
2008年3月1日、約2年ぶりの復帰戦となったUFC 82で岡見勇信と対戦し、首相撲からの膝蹴りでKO負けを喫した。最後の試合となった6月21日のThe Ultimate Fighter: Team Rampage vs. Team Forrest Finaleでのケンドール・グローブ戦では1-2の判定負けを喫した。

### 死去
2008年8月10日、ダートバイクで砂漠へ行き、宝探しの冒険や文明と喧騒から離れた場所で独りで考え事をしたいとブログに投稿する。
2008年8月16日、砂漠の奥地まで冒険する準備をしており、もし装備が故障すれば命を失う危険があるが、砂漠について調査と研究を十分重ねたので、最高の装備を所持していることを確かめたいとブログに投稿する。
2008年8月27日、砂漠への冒険計画に対してファンや総合格闘技サイトで心配する声が出ていることについて、「総合格闘技のウェブサイトで、私が砂漠で死ぬかもしれないとか人生最大の試練になるかもしれないなどと記事にしているところがあるようだが、南カルフォルニアではロサンゼルスやサンディエゴから1時間ほど離れた砂漠にあるオフロードレクリエーションエリアに出かけるのは良くあることなんだ。私の計画はそこで多くの人たちがやってるような、キャンプをして、バイクに乗り、銃を撃つことを楽しむことなんだ。映画『イントゥ・ザ・ワイルド』のようなことではないんだ。パンツ一丁とナイフだけで砂漠へ行って生きながらえようってわけじゃない。完全装備で行くんだ。楽しむためにね」とブログに投稿した。
2008年9月3日、カリフォルニア州パロ・ベルデの西砂漠地帯へ1人で出発した。4日、タナーが友人に、オアシス地帯であるクラップ・スプリングが干上がっており、日が沈んだあとにキャンプに戻るつもりであること、もし翌日5日の午前8時までにタナーからの連絡がなかった場合は救助を要請してほしいと2通のメールを送る。5日、タナーからの連絡が途絶えたことで友人が救助を要請する。9月8日、捜索をしていた海軍ヘリコプターにより、日中気温が48度以上まで達する、キャンプ地から約2マイル（3.2km）離れた場所で遺体となったタナーが発見された。
タナーを捜索した軍の報告書には以下のように記載されている。
- 9月3日にキャンプ地にタナー到着。翌朝に5マイル離れたクラップ・スプリングへ向かう。
- 4日午後、タナーが友人にクラップ・スプリングにいて水が無くなった事、夜になり気温が下がったらキャンプ地に戻るつもりだが、翌日の午前8時までにタナーから連絡がなければ救助を要請して欲しいとメールを送る。
- 捜索を開始。6日午後にタナーのキャンプ地を見つけ、バイク、ガソリン、食料、水が残されているのを確認する。
- 8日午後12時30分頃、海軍がキャンプ地から約1.2マイル(1.9km)離れた場所でタナーの遺体を発見。
- 死亡推定時刻は9月4日深夜から9月5日朝、死因は熱中症と検視官により記録された。

## 人物・エピソード
無類の冒険好きとして知られ、本人のブログには度々砂漠や山岳部へキャンプに行く姿が書き込まれていた。またアルコール使用障害であり、何度も身を持ち崩していたが、死去する1年ほど前からは禁酒を徹底し、禁断症状に苦しみながらもトレーニングに集中していた。

## 戦績
| 総合格闘技 戦績 | 総合格闘技 戦績 | 総合格闘技 戦績 | 総合格闘技 戦績 | 総合格闘技 戦績 | 総合格闘技 戦績 | 総合格闘技 戦績 |
| --------------- | --------------- | --------------- | --------------- | --------------- | --------------- | --------------- |
| 40 試合         | (T)KO           | 一本            | 判定            | その他          | 引き分け        | 無効試合        |
| 32 勝           | 8               | 21              | 3               | 2               | 0               | 0               |
| 8 敗            | 6               | 1               | 1               | 0               | 0               | 0               |

| 勝敗 | 対戦相手                         | 試合結果                           | 大会名                                                                   | 開催年月日     |
| ×    | ケンドール・グローブ             | 5分3R終了 判定1-2                  | The Ultimate Fighter: Team Rampage vs. Team Forrest Finale               | 2008年6月21日  |
| ×    | 岡見勇信                         | 2R 3:00 KO（膝蹴り）               | UFC 82: Pride of a Champion                                              | 2008年3月1日   |
| ○    | ジャスティン・レヴェンス         | 1R 3:14 三角絞め                   | UFC 59: Reality Check                                                    | 2006年4月15日  |
| ×    | デビッド・ロワゾー               | 2R 4:15 TKO（カット）              | Ultimate Fight Night 2                                                   | 2005年10月3日  |
| ×    | リッチ・フランクリン             | 4R 3:25 TKO（ドクターストップ）    | UFC 53: Heavy Hitters 【UFC世界ミドル級タイトルマッチ】                  | 2005年6月4日   |
| ○    | デビッド・テレル                 | 1R 4:35 TKO（パウンド）            | UFC 51: Super Saturday 【UFC世界ミドル級王座決定戦】                     | 2005年2月5日   |
| ○    | ロビー・ローラー                 | 1R 2:22 三角絞め                   | UFC 50: The War of '04                                                   | 2004年10月22日 |
| ○    | フィル・バローニ                 | 5分3R終了 判定3-0                  | UFC 48: Payback                                                          | 2004年6月19日  |
| ○    | フィル・バローニ                 | 1R 4:42 TKO（マウントパンチ）      | UFC 45: Revolution                                                       | 2003年11月21日 |
| ×    | リッチ・フランクリン             | 1R 2:40 TKO（スタンドパンチ連打）  | UFC 42: Sudden Impact                                                    | 2003年4月25日  |
| ○    | シャノン・"ザ・キャノン"・リッチ | 1R 三角絞め                        | Full Contact Fighting Federation: Fighting Against Cancer                | 2003年2月15日  |
| ○    | クリストファー・ヘイズマン       | 5分3R終了 判定3-0                  | UFC 38: Brawl at the Hall                                                | 2002年7月13日  |
| ○    | エルヴィス・シノシック           | 1R 2:06 TKO（カット）              | UFC 36: Worlds Collide                                                   | 2002年3月22日  |
| ○    | ホーマー・ムーア                 | 2R 0:55 腕ひしぎ十字固め           | UFC 34: High Voltage                                                     | 2001年11月2日  |
| ×    | ティト・オーティズ               | 1R 0:32 KO（バスター）             | UFC 30: Battle on the Boardwalk 【UFC世界ミドル級タイトルマッチ】        | 2001年2月23日  |
| ○    | ランス・ギブソン                 | 1R 4:48 TKO（マウントパンチ）      | UFC 29: Defense of the Belts                                             | 2000年12月16日 |
| ○    | トラビス・フルトン               | 1R 4:31 三角絞め                   | Unified Shoot Wrestling Federation 18 【USWF世界ヘビー級タイトルマッチ】 | 2000年11月25日 |
| ○    | ラウル・ロメロ                   | 1R 6:59 TKO（パンチ連打）          | Unified Shoot Wrestling Federation 17 【USWF世界ヘビー級タイトルマッチ】 | 2000年7月17日  |
| ○    | ヴィニー・ニクソン               | 1R 1:07 V1アームロック             | Unified Shoot Wrestling Federation 14 【USWF世界ヘビー級タイトルマッチ】 | 1999年4月24日  |
| ×    | リオン・ダイク                   | 1R 11:39 TKO（膝蹴り）             | PANCRASE 1999 BREAKTHROUGH TOUR                                          | 1999年4月18日  |
| ○    | マイク・シゼック                 | 1R 2:06 ギブアップ（パンチ連打）   | Unified Shoot Wrestling Federation 13 【USWF世界ヘビー級タイトルマッチ】 | 1999年3月20日  |
| ○    | ヴァレリ・イグナトフ             | 1R 2:58 TKO（グラウンドの肘打ち）  | UFC 19: Ultimate Young Guns                                              | 1999年3月5日   |
| ○    | ダレル・ゴーラー                 | 1R 7:57 チョークスリーパー         | UFC 18: Road to the Heavyweight Title                                    | 1999年1月8日   |
| ○    | 柳澤龍志                         | 1R 2:24 肩固め                     | PANCRASE 1998 ADVANCE TOUR                                               | 1998年12月19日 |
| ○    | ジーン・リディック               | 1R 4:15 チョークスリーパー         | Unified Shoot Wrestling Federation 12 【USWF世界ヘビー級タイトルマッチ】 | 1998年10月24日 |
| ○    | 國奥麒樹真                       | 20分1R終了 判定2-0                 | PANCRASE 1998 ADVANCE TOUR                                               | 1998年9月14日  |
| ○    | ジャスティン・マッコーリー       | 1R 5:07 チキンウィングアームロック | PANCRASE 1998 ADVANCE TOUR 【ネオブラッド・トーナメント 決勝】           | 1998年7月26日  |
| ○    | 窪田幸生                         | 1R 2:23 肩固め                     | PANCRASE 1998 ADVANCE TOUR 【ネオブラッド・トーナメント 準決勝】         | 1998年7月7日   |
| ○    | 美濃輪育久                       | 1R 4:05 肩固め                     | PANCRASE 1998 ADVANCE TOUR 【ネオブラッド・トーナメント 1回戦】          | 1998年7月7日   |
| ○    | トニー・カスティーリョ           | 1R 4:06 TKO（膝蹴り）              | Unified Shoot Wrestling Federation 9 【USWF世界ヘビー級タイトルマッチ】  | 1998年6月20日  |
| ○    | デニス・リード                   | 1R 1:20 三角絞め                   | Gladiators 2                                                             | 1998年4月18日  |
| ○    | ウェイド・クローゼ               | 1R 1:00 KO（膝蹴り）               | Gladiators 2                                                             | 1998年4月18日  |
| ○    | ラスティ・トッティ               | 1R 1:36 肩固め                     | Unified Shoot Wrestling Federation 8 【USWF世界ヘビー級タイトルマッチ】  | 1998年3月28日  |
| ×    | ヒース・ヒーリング               | 1R 8:20 チョークスリーパー         | PSDA                                                                     | 1997年11月22日 |
| ○    | ジョー・フレイリー               | 1R 0:56 TKO（パンチ連打）          | PSDA                                                                     | 1997年11月22日 |
| ○    | ジェシー・ゴンザレス             | 1R 1:15 チョークスリーパー         | PSDA                                                                     | 1997年11月22日 |
| ○    | ヒース・ヒーリング               | 1R 6:19 ギブアップ（疲労）         | Unified Shoot Wrestling Federation 7 【USWF世界ヘビー級王座決定戦】      | 1997年10月18日 |
| ○    | ポール・ブエンテロ               | 1R 2:20 チョークスリーパー         | Unified Shoot Wrestling Federation 4 【ヘビー級トーナメント 決勝】       | 1997年4月2日   |
| ○    | ゲーリー・ネイバーズ             | 1R 2:21 V1アームロック             | Unified Shoot Wrestling Federation 4 【ヘビー級トーナメント 準決勝】     | 1997年4月2日   |
| ○    | マイク・ケネディ                 | 1R 1:29 ギブアップ（掌打）         | Unified Shoot Wrestling Federation 4 【ヘビー級トーナメント 1回戦】      | 1997年4月2日   |

## 獲得タイトル
- USWF 4ヘビー級トーナメント 優勝（1997年）
- USWF世界ヘビー級王座（1997年）
- パンクラス 第4回ネオブラッド・トーナメント 優勝（1998年）
- 第3代UFC世界ミドル級王座（2005年）

## 出演
- Once I Was a Champion (2011)